# Солине (Босилєво)
45°21′ пн. ш. 15°18′ сх. д. / 45.35° пн. ш. 15.30° сх. д.
Солине (хорв. Soline) — населений пункт у Хорватії, в Карловацькій жупанії у складі громади Босилєво.

## Населення
Населення за даними перепису 2011 року становило 38 осіб.
Динаміка чисельності населення поселення: